# کوپه‌قران
کوپه‌قران (به کردی: کووپەقڕان، Kûpeqirran) روستایی از توابع بخش زیویه در شهرستان سقز است که در استان کردستان ایران قرار دارد.

## جمعیت
این روستا در دهستان گل‌تپه واقع شده و براساس سرشماری سال ۱۳۸۵، جمعیت آن ۲۰۸ نفر (۳۹ خانوار) بوده‌است.